# زنجبیل زرنباد
زنجبیل زرنباد (نام علمی: Zingiber zerumbet) نام یک گونه از سرده زنجبیل است. به آن زنجبیل شامپو، زنجبیل مخروط‌کاج و زنجبیل تلخ نیز می‌گویند.
از ریزوم زرنباد به‌عنوان طعم‌دهنده و پیش‌غذا در غذاهای مختلف استفاده می‌شود و از عصاره ریزوم آن در طب گیاهی استفاده می‌شود.
گیاه آن شبیه زردچوبه است. وطن این گیاه هندوستان و چین می‌باشد و نیروی دارویی ریشه آن تا سه سال باقی می‌ماند.

## شرح
زنجبیل زرنباد یک گیاه چندساله است. از پاییز تا بهار به‌دلیل چروکیده شدن ساقه‌های برگ‌دار و از بین رفتن ساقه‌های برگ‌دار و باقی ماندن ساقه‌های خزنده (زمین‌ساقه) قهوه‌ای کم رنگ در سطح زمین به حالت خواب می‌رود. در بهار، گیاه دوباره رشد می‌کند. ۱۰ تا ۱۲ برگ تیغه‌ای شکل به‌طول ۱۵ تا ۲۰ سانتی‌متر در آرایش متناوب روی ساقه‌های نازک و قائم تا ارتفاع ۱٫۲ متر رشد می‌کنند. در میان ساقه‌های برگ‌دار، سر گل‌های مخروطی یا چمبی شکل بر روی ساقه‌های مجزا و کوتاه‌تر می‌شکافند. اینها در تابستان بعد از مدتی رشد ساقه‌های برگ‌دار ظاهر می‌شوند. سر گل‌ها در ابتدا سبز رنگ بوده و ۳ تا ۱۰ سانتی‌متر با فلس‌هایی روی هم قرار گرفته‌اند و گل‌های کوچک زرد مایل به سفیدی را در بر می‌گیرند که هر بار چند تا بیرون می‌زنند. همان‌طور که سر گل‌ها بالغ می‌شوند، به‌تدریج با مایع معطر و لزج پر می‌شوند و رنگ قرمز روشن تری پیدا می‌کنند. ساقه‌های گل معمولاً در زیر ساقه‌های برگ پنهان می‌مانند.